# Görögország decentralizált régiói
2011. január 1. óta Görögország hét decentralizált régióra (görögül αποκεντρωμένη διοίκησης [apokentroméné dioíkiszisz]) és egy autonóm államra (αυτόνομη πολιτεία [aftónomi politía]), az Athosz-hegyi Köztársaságra oszlik.

## Neve
A görög dioíkiszisz név megfelel a latin dioecesis szónak, amelyet először Diocletianus római császár használt a több provinciából kialakult nagyobb egység, a „kerület” megnevezésére. Latinul ez a szó jelzi a püspök által kormányzott, több világi megyét magában foglaló római katolikus egyházmegyét, amelynek egyházkormányzatilag a református egyházkerület felel meg.

## Története
A 2010-es Kallikratész-terv keretében 2011-re átszervezték görög közigazgatást. Az új legmagasabb szintű egység a decentralizált régió lett, a  korábbi legmagasabb szint, a 13 közigazgatási régió (περιφέρεια [periféria]) átkerült a második szintre, a harmadik szinten pedig 74 regionális egység (περιφερειακές ενότητες [periferiakész enótitesz]) található, amiket a korábbi 54 prefektúra szintű egység (νομός [nomosz] és νομαρχία [nomarkhía]) részbeni továbbosztásával alakították ki. A negyedik szinten 325 község jött létre 2011-ben.

## Lista
| | Decentralizált régió                           | Székhely  | Közigazgatási régiók                             | Terület (km²) | Népesség (fő, 2011) | Térkép                            |
| --- | ---------------------------------------------- | --------- | ------------------------------------------------ | ------------- | ------------------- | --------------------------------- |
| | Attika                                         | Athén     | Attika                                           | 3 808         | 3 761 810           | Görögország decentralizált régiói |
| | Epirusz–Nyugat-Makedónia                       | Joánina   | Epirusz, Nyugat-Makedónia                        | 20 553        | 1 094 326           | Görögország decentralizált régiói |
| | Égei-szigetek                                  | Pireusz   | Dél-Égei-szigetek, Észak-Égei-szigetek           | 9 122         | 508 807             | Görögország decentralizált régiói |
| | Kréta                                          | Iráklio   | Kréta                                            | 8 259         | 601 131             | Görögország decentralizált régiói |
| | Makedónia–Thrákia                              | Szaloniki | Közép-Makedónia, Kelet-Makedónia és Thrákia      | 32 968        | 2 483 019           | Görögország decentralizált régiói |
| | Peloponnészosz–Nyugat-Görögország–Jón-szigetek | Pátra     | Jón-szigetek, Nyugat-Görögország, Peloponnészosz | 29 147        | 1 592 432           | Görögország decentralizált régiói |
| | Thesszália–Közép-Görögország                   | Larissza  | Közép-Görögország, Thesszália                    | 29 586        | 1 359 217           | Görögország decentralizált régiói |
| Forrás: A decentralizált régiók megalapítása Archiválva 2014. július 3-i dátummal a Wayback Machine-ben Görögország Belügyminisztériuma (görögül) |                                                |           |                                                  |               |                     |                                   |

## Fordítás
- Ez a szócikk részben vagy egészben  az   Administrative regions of Greece című angol Wikipédia-szócikk ezen változatának fordításán alapul.  Az eredeti cikk szerkesztőit annak laptörténete sorolja fel. Ez a jelzés csupán a megfogalmazás eredetét és a szerzői jogokat jelzi, nem szolgál a cikkben szereplő információk forrásmegjelöléseként.
- Ez a szócikk részben vagy egészben  a(z)   Αποκεντρωμένη διοίκηση című görög Wikipédia-szócikk ezen változatának fordításán alapul.  Az eredeti cikk szerkesztőit annak laptörténete sorolja fel. Ez a jelzés csupán a megfogalmazás eredetét és a szerzői jogokat jelzi, nem szolgál a cikkben szereplő információk forrásmegjelöléseként.
- Ez a szócikk részben vagy egészben  a   Diocèses décentralisés de Grèce című francia Wikipédia-szócikk ezen változatának fordításán alapul.  Az eredeti cikk szerkesztőit annak laptörténete sorolja fel. Ez a jelzés csupán a megfogalmazás eredetét és a szerzői jogokat jelzi, nem szolgál a cikkben szereplő információk forrásmegjelöléseként.